# Bundesverband Musikindustrie
Bundesverband Musikindustrie (укр. Федеральна асоціація музичної індустрії), або просто BVMI — асоціація, що представляє музичну індустрію Німеччини. Асоціація представляє інтереси майже 280 лейблів і компаній, пов’язаних з музичною індустрією, які складають 90% музичної індустрії.
Bundesverband Musikindustrie є членом Міжнародної федерації фонографічної індустрії (IFPI), яка базується в Лондоні. IFPI складається з музичних асоціацій 70 країн.
BVMI тісно співпрацює з GfK Entertainment (раніше «Media Control GfK International») (заснована в 1976 році), яка відповідає за щотижневу публікацію музичних чартів у Німеччині.
Bundesverband Musikindustrie, яка відповідає за сертифікацію золотих і платинових сертифікацій, очолює Дітер Горні, який є головою з 2009 року.

## Сертифікації
У 1975 році Німеччина започаткувала свою програму нагородження «золотими» та «платиновими» та покладається на незалежних аудиторів щодо точності продажів, необхідних для отримання нагород.
Хоча протягом останніх кількох десятиліть BVMI був сертифікуючим органом у Німеччині, BVMI не завжди відповідав за сертифікацію записів. Phono Press, також відомий як ZVEI (Zentralverband Elektrotechnik- und Elektronikindustrie), був органом, відповідальним за відстеження продажів платівок і сертифікацію. Протягом 1970-х і 1980-х років рівень сертифікації для синглів у Німеччині становив 500 000 одиниць для золотих і 1 000 000 одиниць для платинових, тоді як рівні сертифікації для альбомів становили 250 000 і 500 000 відповідно.
BVMI запровадив діамантову сертифікацію 1 червня 2014 року та застосовував її до релізів, починаючи з 1 січня 2013 року.
Починаючи також з 1 червня 2014 року, BVMI підвищив свої рівні сертифікації для одинаків із попередніх 150 000 одиниць для золотої та 300 000 одиниць для платинової до 200 000 одиниць для золотої та 400 000 одиниць для платинової. На зміну рівнів сертифікації синглів вплинуло як включення потокового передавання, так і збільшення продажів завантажень, яке спостерігалося в останні роки. 100 потоків тривалістю не менше 30 секунд вважаються одним завантаженням.
Асоціація не видає нагороди 2× золото або 4× золото, які перевищують вимоги платинової сертифікації. Продажі як фізичного, так і цифрового, незалежно від того, чи це альбом, чи сингл, можуть бути включені до сертифікації.

### Рівні сертифікації
Рівні сертифікації базуються на даті випуску запису з використанням таких порогових значень:
| Сертифікація | До 25 вересня 1999 | Після 25 вересня 1999 | Після 1 січня 2003 | Після 1 червня 2014 | Після 29 червня 2023 |
| ------------ | ------------------ | --------------------- | ------------------ | ------------------- | -------------------- |
| Золотий      | 250 000            | 150 000               | 100 000            | 100 000             | 75 000               |
| Платиновий   | 500 000            | 300 000               | 200 000            | 200 000             | 150 000              |
| Діамантовий  | -                  | -                     | -                  | 750 000             | 750 000              |

| Сертифікація | До 1 січня 2003 | 1 січня 2003 – 1 червня 2014 | 1 червня 2014 – 29 червня 2023 | Після 29 червня 2023 |
| ------------ | --------------- | ---------------------------- | ------------------------------ | -------------------- |
| Золотий      | 250 000         | 150 000                      | 200 000                        | 300 000              |
| Платиновий   | 500 000         | 300 000                      | 400 000                        | 600 000              |
| Діамантовий  | -               | -                            | 1 000 000                      | 1 500 000            |

| Сертифікація | З січня 2002 |
| ------------ | ------------ |
| Золотий      | 25 000       |
| Платиновий   | 50 000       |

| Сертифікація | З січня 1992 |
| ------------ | ------------ |
| Золотий      | 10 000       |
| Платиновий   | 20 000       |